# Tabbyina hvězda
Tabbyina hvězda (známá také jako KIC 8462852) je žlutobílý trpaslík v souhvězdí Labutě vzdálená od Země asi 1500 světelných let. Jedná se o hvězdu spadající do kategorie F Hlavní posloupnosti nachází se v rozmezí 1280–1500 světelných let daleko a to je přibližně 390 parseků od Země. Nezvyklé potemňování a fluktuace při sledování intenzity světla přicházející od hvězdy včetně snížení přicházejícího světla od hvězdy až o 22 %, byly objeveny občanskou vědou složenou z dobrovolníků a astronomů sledujících noční oblohu ze zájmu. O původu tohoto fenoménu již existuje několik hypotéz. Objevení této hvězdy bylo učiněno z katalogu dat teleskopu Kepler, který pozoruje změny světelného jasu hvězd a jejich světelné křivky za účelem odhalení potenciální přítomnosti exoplanet. Nomenklatura je KIC znamenající akronym Kepler Input Catalog, 8462852 je katalogové číslo hvězdy, nazvané také "Boyajian's Star" podle vedoucí výzkumné práce. KIC 8462852 je někdy hovorově nazývána "Wtf Star" odakazující na název studie "Where's the Flux?", jako vtipný odkaz na překvapené pohledy výzkumníků pozorující světelnou křivku hvězdy. V překladu by to znamenalo přibližně, kde se nachází konec sklonu snížení intenzity hvězdy na světelné křivce.

## Jméno
Hvězdu objevila astronomka Tabetha Boyajianová přezdívaná Tabby, proto je hvězda přezdívána také jako Tabbyina hvězda. Samotná publiku na hvězdu komentovala, že se přiklání k situaci, že bude možné výkyvy světelné křivky vysvětlit v rozmezí přírodních fyzikálních zákonů a s vysokou pravděpodobností až bude známo více informací bude jistě překvapivý fenomén vysvětlen: 
"We are in a situation that would unfold to be a natural phenomenon we don't understand or an alien technology we don't understand...

Volný překlad:
„Momentálně jsme na rozcestí a před námi je jedno ze dvou možných vysvětlení. Buď se jedná o přírodní úkaz, který zatím neumíme vysvětlit, nebo o mimozemskou technologii, kterou zatím neumíme vysvětlit..."

## Poloha
Hvězda KIC 8462852 se nachází v souhvězdí Labutě a je přibližně na půl úseku mezi jasnými hvězdami Deneb a Delta Cygni jako součást Seveního kříže. KIC 8462852 je situována jižně od 31 Cygni a severovýchodně od hvězdokupy NGC 6866. Je považována, že se nachází blíže Slunci než hvězdokupě NGC 6866. Se zdánlivou magnitudou 11,7 není možné spatřit hvězdu pouhým okem, ale je viditelná při použití 130mm teleskopu, na odlehlém místě dále od světelného znečištění.

## Popis
Hvězda má asi 1,5× větší objem než Slunce. Její zvláštností je, že v pravidelných intervalech asi o 20, respektive 15 procent pohasíná. V současnosti probíhají výzkumy, které mají určit, čím je to způsobeno. Vyloučeno už bylo, že jde o probíhající planetu nebo roj komet a pravděpodobně nejde ani o zdroj někde uvnitř hvězdy. Ve hře tak zůstává například možnost, že zdrojem je Dysonova sféra nějaké vyspělé civilizace. Nová fluktuace světelné křivky se odehrála na KIC 8462852 uprostřed května 2017 a kulminovala 16. září 2017, kdy se udála čtyři jedinečná dočasná potemnění, poslední bylo největšího rozsahu toho roku s 2,3 % (3 %) pohasnutím. Na 10. srpna 2017 se jas hvězdy zvýšil a přetrval dva týdny, výzkumníci se domnívají, že znají možné vysvětlení této události. Mezi 20. listopadem 2017 pátá událost v řadě dosáhla zakrytí jasu hvězdy o hloubku 0,44 %, poté 16. prosince 2017 se hvězda opět vrátila do předchozího stavu, na to opět pohasla po dobu 11 dní o 1,25 % a začala se vracet znovu do normálních stupňů vyzařovaného světla. Sledování a tvorba světelných křivek této hvězdy pokračuje a pozornost nekončí a jsou periodicky vydávány. Hvězda se nacházela v pozici příliš blízko Slunce na noční obloze a nebyla pozorovatelná od prosince 2017 do února 2018. Pozorování se opět opakovalo později v únoru a série potemnění jasnosti hvězdy započalo od 16. března 2018 do 27. března 2018.

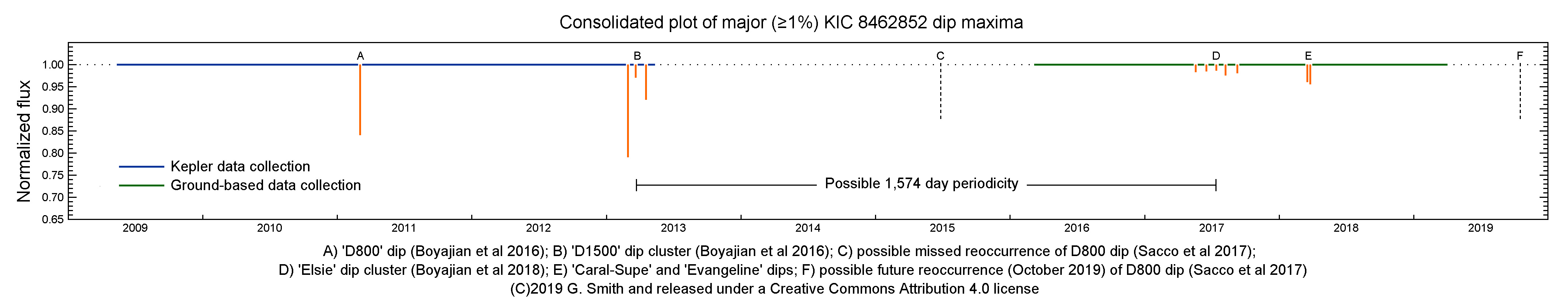
Consolidated plot of all known dimmings (21 May 2019)

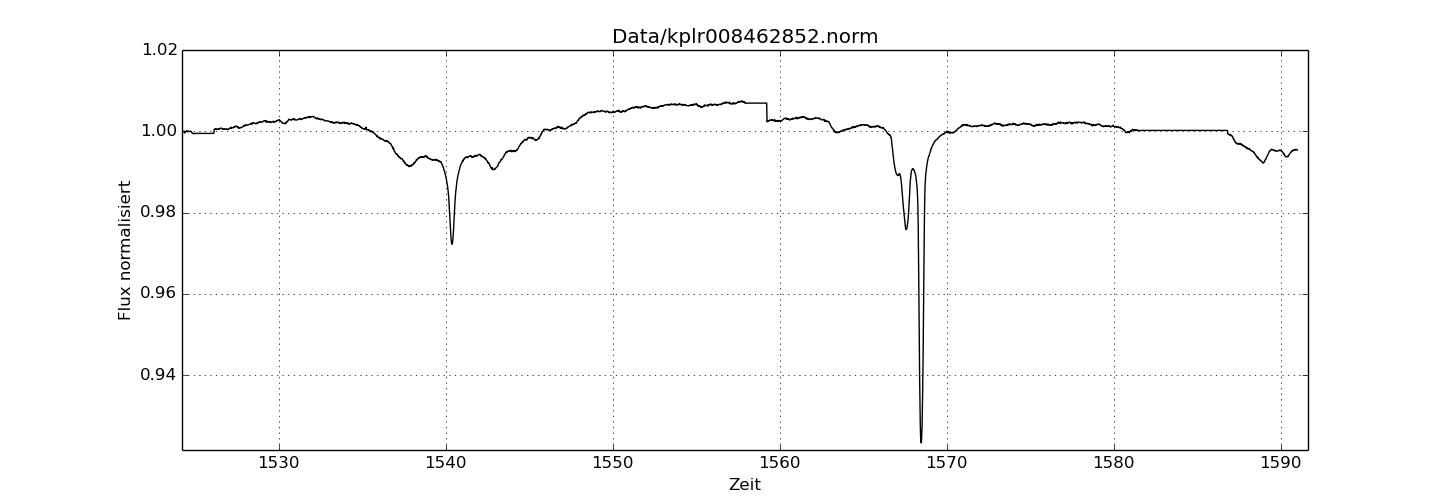
Záznam křivky a hloubky potemnění 17. dubna 2013
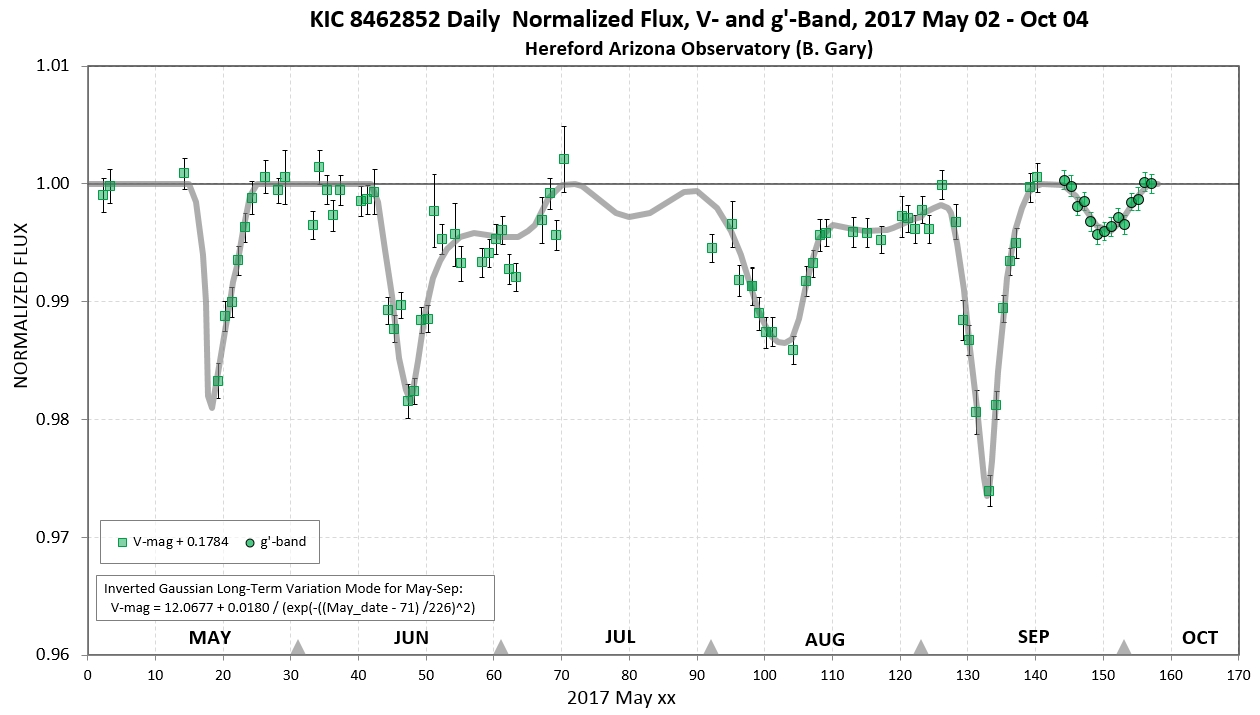
Opakující se změna toku světla od hvězdy v proměnlivé oscilaci, křivka po normalizaci